# Hoofdrenmuis
De hoofdrenmuis (Gerbillus principulus)  is een zoogdier uit de familie van de Muridae. De wetenschappelijke naam van de soort werd voor het eerst geldig gepubliceerd door Thomas & Hinton in 1923.

## Voorkomen
De soort komt voor in Soedan.